# Mumaella robusta
Mumaella robusta är en spindeldjursart som beskrevs av Harvey 2002. Mumaella robusta ingår i släktet Mumaella och familjen Daesiidae. Inga underarter finns listade i Catalogue of Life.